# Juan Carlos Scannone
Juan Carlos Scannone (Buenos Aires, 2 settembre 1931 – San Miguel (Buenos Aires), 28 novembre 2019) è stato un presbitero e teologo argentino.

## Biografia
Scannone è entrato nella Compagnia di Gesù nel 1949. Dopo il noviziato ha studiato filosofia all’Universidad del Salvador a San Miguel e ha conseguito la laurea nel 1956. Dal 1957 ha insegnato greco e letteratura al seminario gesuita di Villa Devoto, dove ha avuto come allievo Jorge Mario Bergoglio. Successivamente ha studiato teologia all'Università di Innsbruck, conseguendo la laurea nel 1963; nello stesso anno è stato ordinato sacerdote. Nel 1968 ha conseguito il dottorato in teologia all'Università Ludwig Maximilian di Monaco. Dal 1969 ha insegnato filosofia e teologia all'Universidad del Salvador di San Miguel, dove ha avuto ancora come allievo Bergoglio, futuro papa Francesco. In seguito è stato direttore dell'Istituto di ricerca della Facoltà di Filosofia all'Universidad del Salvador, decano della Facoltà di filosofia della stessa università e vice presidente della Società argentina di teologia. Ritiratosi dall'insegnamento, è stato nominato professore emerito. Scannone è stato professore invitato nella Pontificia Università Gregoriana e in altre università europee e sudamericane. In qualità di esperto, ha preso parte a numerosi incontri del Consejo Latinoamericano de Religiosos (CLAR). Dal 2003 è stato consulente teologico del Consejo Episcopal Latinoamericano (CELAM) e dal 2014 al 2016 è stato collaboratore della rivista dei gesuiti La Civiltà Cattolica. Scannone è considerato una figura di primo piano della teologia del popolo, una corrente teologica nata in Argentina che secondo lo stesso Scannone avrebbe ispirato anche papa Francesco. Scannone è autore di una decina di libri e di circa 150 articoli.

## Libri principali
- Teologia de la liberation Y praxis popular, 1976
- Teologia de la liberacion y doctrina social de la iglesia, 1987
- Religion y nuevo pensamiento: hacia una filosofia de la religion para nuestro tiempo desde America Latina, 2009
- Discernimento filosofico de la accion y pasion historicas: planteo para el mundo global desde America Latina, 2009
- Quando il popolo diventa teologo. Protagonisti e percorsi della "teologia del pueblo", EMI, 2016
- La teologia del pueblo: Raices teologicas del papa Francisco, 2017 ((in italiano: La teologia del popolo. Radici teologiche di papa Francesco, Queriniana, 2019)
- The Gospel of Mercy in the Spirit of Discernment: Pope Francis’ Social Ethics, 2019